# Szociobiológia
A szociobiológia a biológia és a szociológia egy közös ága, ami az emberi és állati társadalmak viselkedését vizsgálja evolúciós stratégiai szempontból. Felhasználja az etológia, az evolúció, a szociológia és a populációgenetika eszközeit is. Az emberekkel foglalkozó tudományokon belül a szociobiológia szorosan kapcsolódik az evolúciós pszichológiához.
A "szociobiológia" kifejezést és a tudomány megalapítását Edward Osborne Wilson híres könyvéhez kötik, mely a huszadik század egyik legnagyobb tudományos vitáját robbantotta ki. 
- (Sociobiology: The New Synthesis, 1975; magyarul „Szociobiológia” címmel jelent meg)

A szociobiológia megkísérli megmagyarázni az evolúciós indokokat olyan jelenségek mögött, mint az agresszió, altruizmus vagy a gondoskodás.